# Xingcheng
Koordinaten: 40° 37′ N, 120° 42′ O
Xingcheng (chinesisch 兴城市, Pinyin Xīngchéng Shì) ist eine kreisfreie Stadt der bezirksfreien Stadt Huludao in der chinesischen Provinz Liaoning. Die Fläche beträgt 2.135 Quadratkilometer und die Einwohnerzahl 490.300 (Stand: Zensus 2020).
Die alte Stadtmauer von Xingcheng (Xingcheng gucheng 兴城古城) steht seit 1988 auf der Liste der Denkmäler der Volksrepublik China (3-62).